# Teustepe
Teustepe là một khu tự quản thuộc tỉnh Boaco, Nicaragua. Khu tự quản Teustepe có diện tích 646 ki lô mét vuông. Đến thời điểm năm 2005, huyện Teustepe có dân số 26265 người.